# Faisselle
Faisselle è un generico nome francese per un formaggio fresco a base di latte crudo, che prende il nome dalla forma di stampo in cui si lascia sgocciolare: la faisselle.

## Produzione
È prodotto ed è chiamato così nella Francia centrale ma, visto che non si tratta di un prodotto a denominazione controllata, l'industria lattiero-casearia può produrlo ovunque. A livello industriale, si utilizza esclusivamente latte pastorizzato per facilitare la commercializzazione.

## Composizione
Si tratta di un formaggio a pasta molle a base di latte di vacca, capra o pecora, con un peso medio da 500 gr a 1 kg.

## Consumo
La faisselle viene spesso consumata come dessert salato (con sale, pepe ed erba cipollina o scalogno), o dolce (con zucchero o miele). Può essere utilizzato in molte preparazioni culinarie: torte e dolci per esempio.